# Smerinthus viridiocellata
Smerinthus viridiocellata är en fjärilsart som beskrevs av Barend J. Lempke 1959. Smerinthus viridiocellata ingår i släktet Smerinthus och familjen svärmare. Inga underarter finns listade i Catalogue of Life.